# Hamburg Airlines
Hamburg Airlines war eine deutsche Fluggesellschaft mit Sitz in Hamburg und Basis auf dem Flughafen Hamburg.

## Geschichte

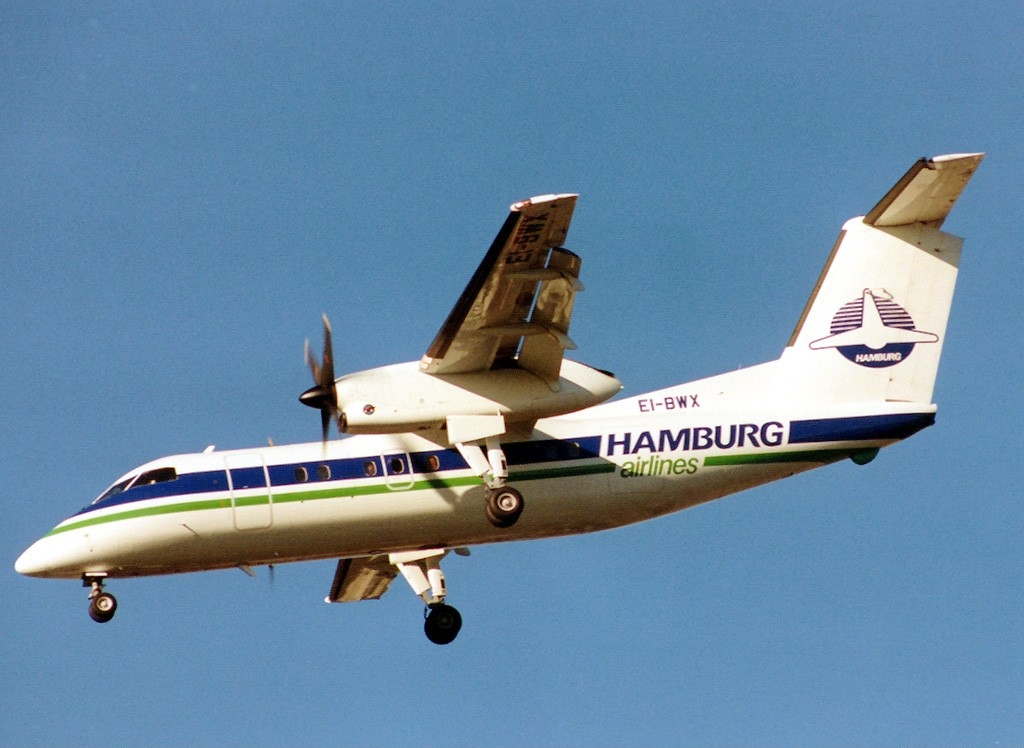
De Havilland Canada DHC-8-102 der Hamburg Airlines

Hamburg Airlines wurde am 15. April 1988 als Auffanggesellschaft für die Regionalfluggesellschaft Holiday Express und deren Flugzeuge durch den Unternehmer Eugen Block gegründet. Aufgenommen wurde der Flugbetrieb mit zwei Dornier 228 am 9. Juni 1988, doch schon im Oktober 1988 wurden diese durch Regionalflugzeuge des Musters De Havilland DHC-8 ausgetauscht. Später kam neben den ersten DHC-8-100 auch die Serie -300 dieses Typs zum Einsatz.
Nach der deutschen Wiedervereinigung wurden die ost- und mitteldeutschen Flugplätze stärker in das Streckennetz einbezogen. Insbesondere wurden einige Strecken der in Konkurs gegangenen Tempelhof Airways übernommen und eine zweite Basis auf dem Flughafen Berlin-Tempelhof eingerichtet. Außerdem baute man eine Charterflugabteilung auf und führte mit einer gemieteten Fokker 100 Charterflüge nach Spanien durch. 1990 flog man erstmals Liniendienste nach London-Gatwick, aber auch nach Riga und Kaliningrad.
Am 5. Januar 1993 kaufte die Neugründung Saarland Airlines die Hamburg Airlines auf. Bereits zum Jahresende 1993 ging Saarland Airlines jedoch in Konkurs und Hamburg Airlines wurde als Name am 1. Dezember 1993 wiederbelebt, wandelte sich aber in eine GmbH um. Im Zuge dieser Umstellung leaste Hamburg Airlines auch neue Flugzeugtypen wie die BAe 146-200, und man begann mit Lufthansa CityLine zu konkurrieren. Neue Routen wurden nach Vilnius und Riga eröffnet. Außerdem schloss man Kooperationsabkommen mit Air UK, Crossair und LTU.
Doch die gesteckten Ziele wurden verfehlt und man schrieb wieder rote Zahlen. Gespräche über eine Zusammenarbeit mit Augsburg Airways und Team Lufthansa verliefen bis 1997 ergebnislos. Am 21. Dezember 1997 musste Hamburg Airlines schließlich den Flugbetrieb einstellen. Diesen Schritt begründete man mit dem Fehlen wichtiger Partner und damit, dass keine Perspektive auf eine wirtschaftliche Zukunft in Sichtweite sei.

## Flugziele
Bedient wurden durch Hamburg Airlines anfangs Ziele im Inland wie Berlin, Leipzig, Sylt und Dresden, im Ausland Ziele wie Amsterdam, London, Salzburg, Antwerpen, Göteborg und Brüssel.

## Flotte
Ende 1997 bestand die Flotte der Hamburg Airlines aus neun Flugzeugen:
- 2 BAe 146-200
- 2 BAe 146-300
- 3 De Havilland DHC-8-100
- 2 De Havilland DHC-8-300